# Tahkuna
Koordinaten: 59° 5′ N, 22° 36′ O
Tahkuna (deutsch Tachkona, schwedisch Taknenäset) ist ein Dorf (estnisch küla) in der Landgemeinde Hiiumaa (2013 bis 2017: Landgemeinde Hiiu, davor Landgemeinde Kõrgessaare) auf der zweitgrößten estnischen Insel Hiiumaa (deutsch Dagö).

## Beschreibung und Geschichte

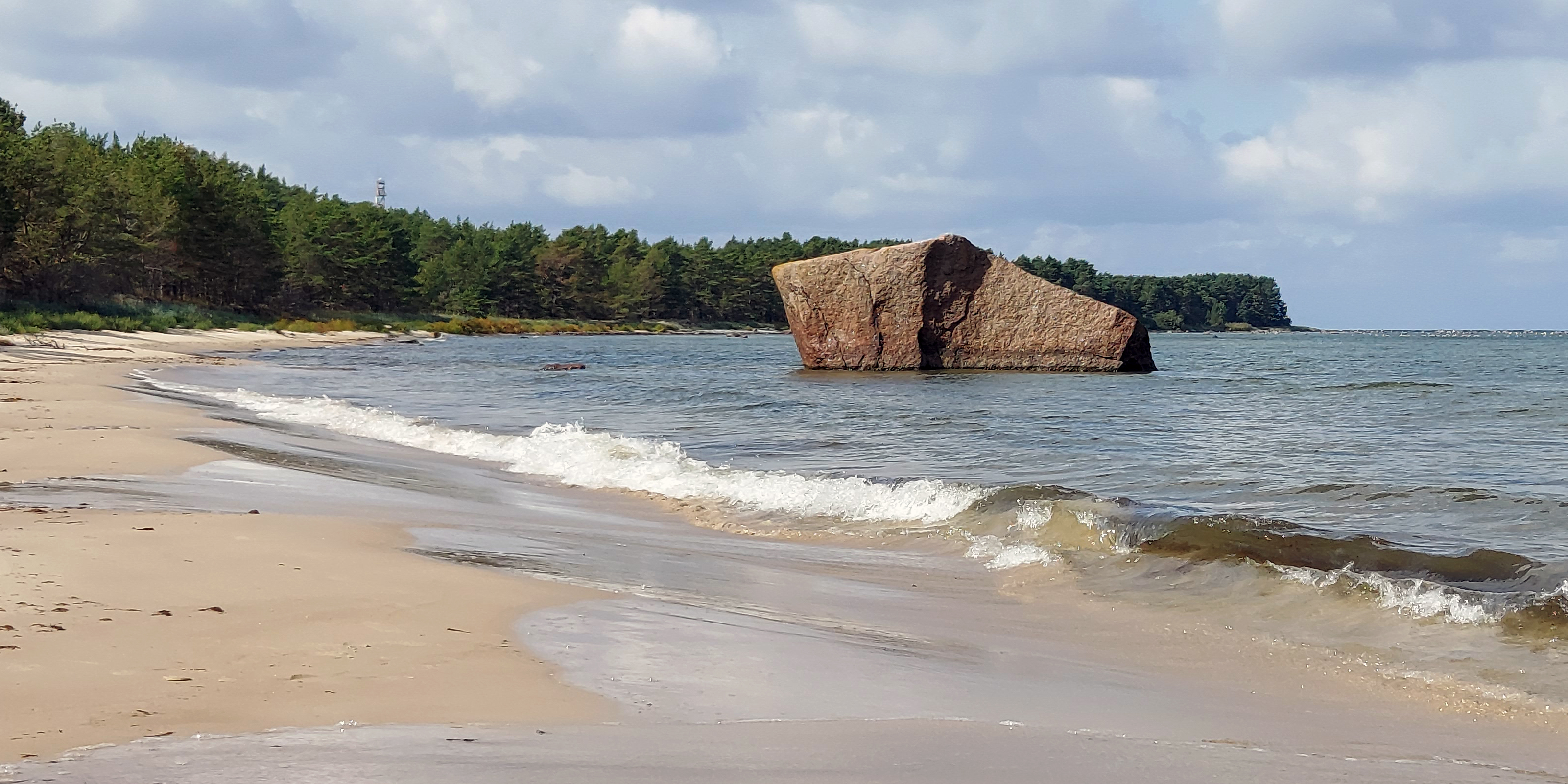
Der Findling Tahkuna

Das Dorf Tahkuna befindet sich an der Nordspitze der gleichnamigen Halbinsel (Tahkuna poolsaar). Der Ort liegt fünfzehn Kilometer nordwestlich der Inselhauptstadt Kärdla (Kertel).
Der Ort wurde erstmals 1564 unter dem Namen Thakamaby erwähnt. Um 1600 wurde er Tackenem genannt.
Tahkuna heute nur noch 2 Einwohner (Stand 13. Dezember 2011). In früherer Zeit lebten in der Siedlung hauptsächlich Fischer, die auch Lotsendienste leisteten. Die historische Seemannkapelle ist nicht mehr erhalten.

## Leuchtturm

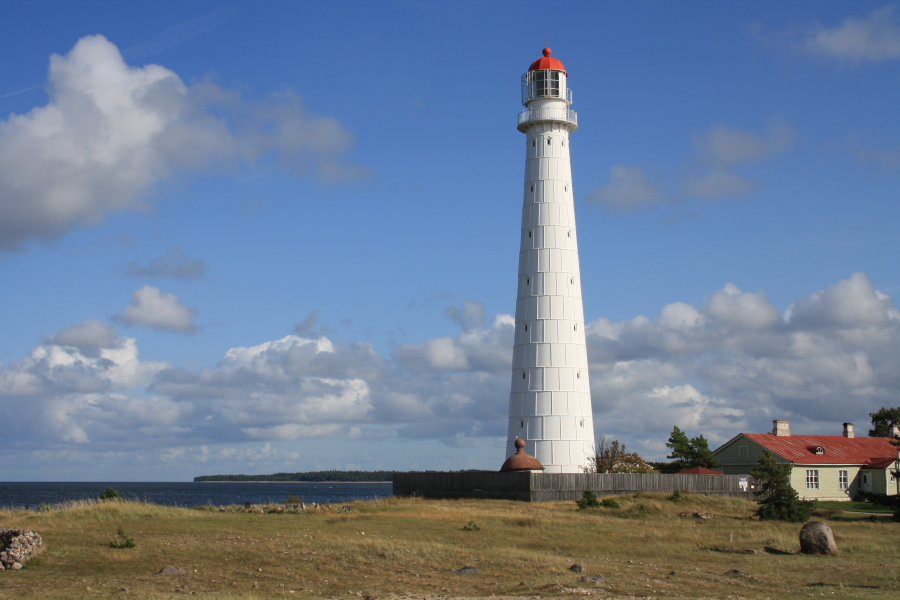
Leuchtturm von Tahkuna

Tahkuna ist vor allem für seinen Leuchtturm bekannt. Die russische Regierung hatte ihn 1871 bei der Weltausstellung in Paris erworben.
Der Turm aus vorgefertigten, gusseisernen Teilen wurde 1873/74 in Frankreich gebaut und ein Jahr später in Tahkuna errichtet. Mit 42,7 m über dem Meeresspiegel ist er der höchste Turm der estnischen Küstenlinie. Sein Lichtstrahl ist bis zu 18 Seemeilen weit zu sehen.
Am Leuchtturm befindet sich ein Steinlabyrinth aus neuester Zeit. Es wurde 1997 in Erinnerung eines früheren Labyrinths errichtet, das sich an der Stelle befunden haben soll.

## Militäranlagen

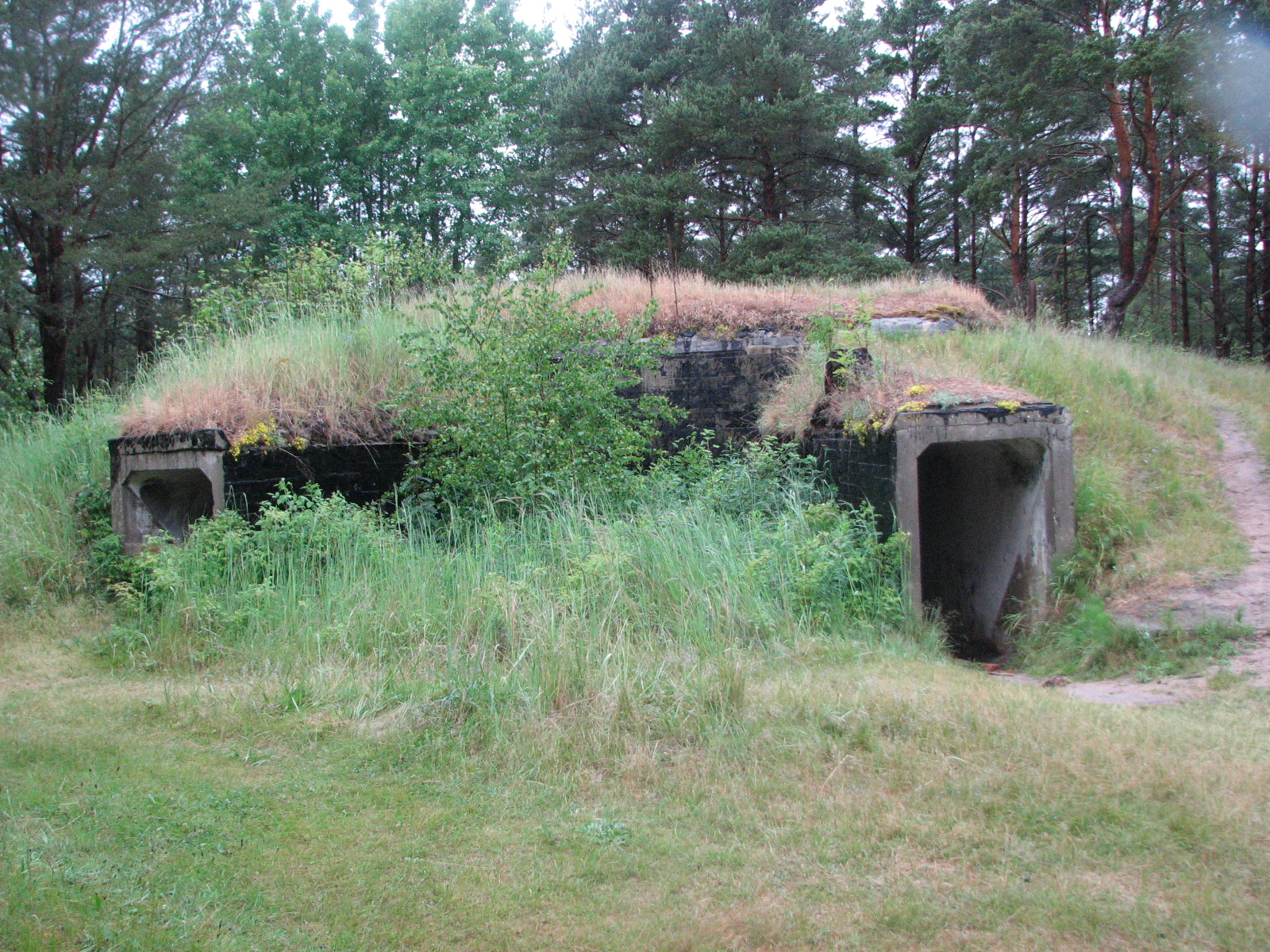
Überreste sowjetischer Küstenbefestigungen

Der Ort mit seinem weiten Blick über den Finnischen Meerbusen war seit der zaristischen Zeit ein strategisch wichtiger Beobachtungspunkt. Im Ersten Weltkrieg wurde in Lehtma ein Hafen angelegt, der mit Tahkuna durch eine Schmalspurbahn verbunden war. Zudem wurde in der Nähe des Kaps eine Batterie mit vier 305-mm-Geschützen vom Typ M1907 im Rahmen des Ausbaus der Seefestung Imperator Peter der Große errichtet. Die russischen Befestigungen wurden später noch weiter ausgebaut und während der Operation Albion von den Deutschen 1917 erobert. Die sowjetischen Streitkräfte errichteten ab Oktober 1939 infolge des Deutsch-sowjetischer Nichtangriffspakts und der Zuschlagung des unabhängigen Estlands zur sowjetischen Einflusszone eine Gefechtsbatterie mit vier 130-mm-Geschützen.
Während des Zweiten Weltkriegs fanden im Oktober 1941 bei Tahkuna erbitterte Kämpfe zwischen der Roten Armee und der deutschen Wehrmacht statt. An sie erinnert ein Denkmal am Fuße des Leuchtturms.

## Denkmal für die Opfer derEstonia
Hinter dem Leuchtturm befindet sich direkt an der Ostsee ein Denkmal des estnischen Bildhauers Mati Karmin. Es erinnert an die beim Untergang der Estonia am 28. September 1994 ums Leben gekommenen Kinder.
Das Denkmal stellt eine an einem Pendel befestigte bronzene Glocke dar, die durch den starken Wind geläutet wird. Das Denkmal wurde am 1. November 1995 (Allerseelen) eingeweiht.

## Naturschutzgebiet Tahkuna

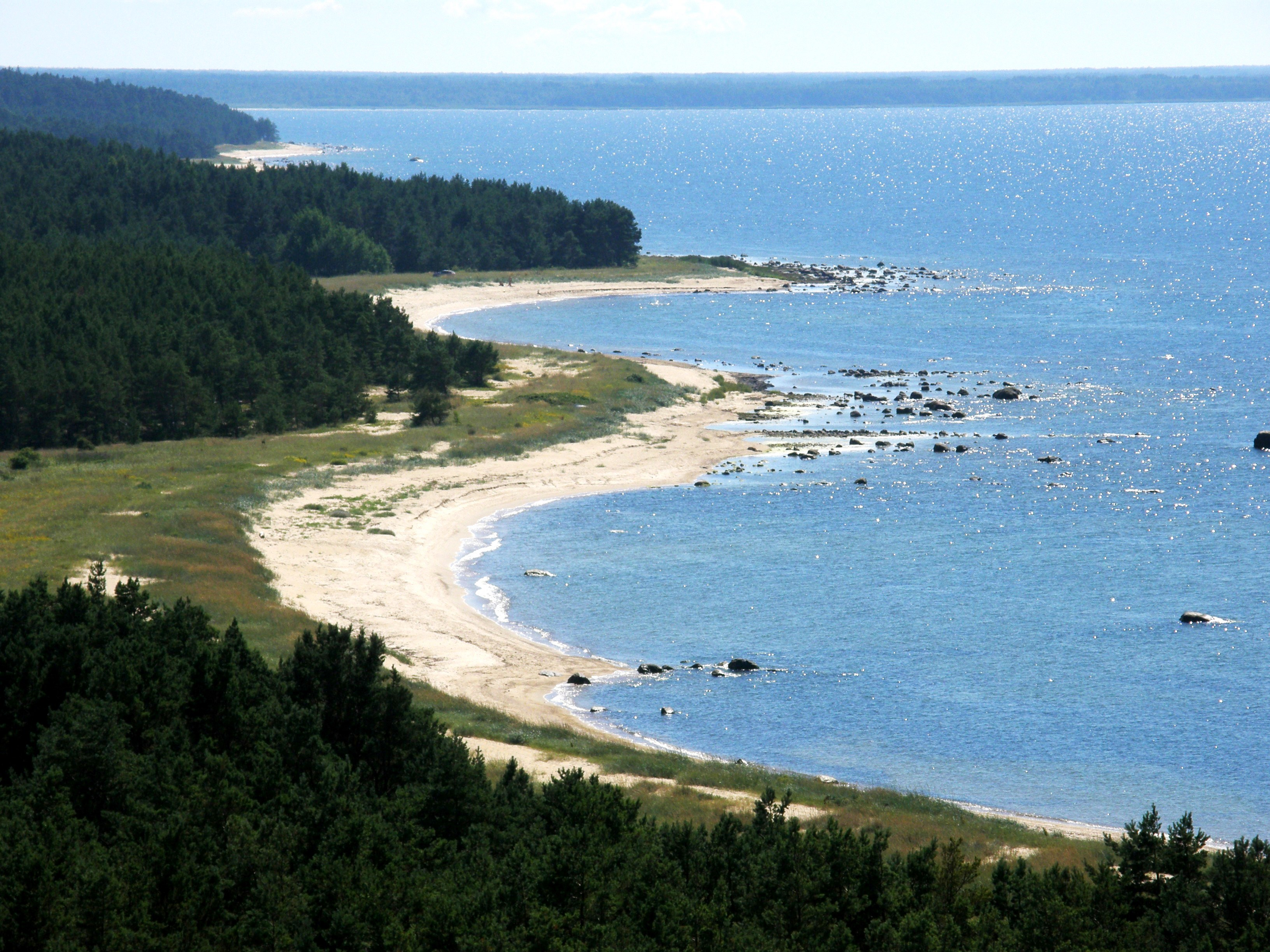
Blick vom Leuchtturm auf den Ostseestrand

Südlich des Ortes erstreckt sich das Naturschutzgebiet Tahkuna (Tahkuna looduskaitseala). Es hat eine Fläche von 1.868,7 Hektar.
Das ausgedehnte Waldgebiet mit zahlreichen Dünen an der Ostseeküste ist auf beschilderten Pfaden für Besucher zugänglich. Das Gebiet dient vor allem dem Schutz der Eibe. Es bietet Nistmöglichkeiten für Seeadler und Tüpfelsumpfhühner.